# Antonio Pallavicini Gentili
Antonio Pallavicini Gentili   (Gènova, 1441 - Roma, 10 de setembre de 1507) fou un cardenal i bisbe italià.

## Biografia
Va ser bisbe de Ventimiglia des de 1484 i després bisbe d'Ourense des del 27 de gener de 1486.
El papa Innocenci VIII el va elevar al rang de cardenal al consistori del 9 de març de 1489 i va rebre el títol de cardenal prevere de Sant'Anastasia.
Del 8 de febrer de 1493 al 1494 va ser camarlenc del Sagrat Col·legi.
Va morir el 10 de setembre de 1507 a l'edat de 66 anys i va ser enterrat a l'església de Santa Maria del Popolo de Roma.
És ben conegut el retrat que en va fer d'ell Ticià.